# Йозеф Лудль
Йозеф Лудль (чеськ. Josef Ludl, 3 червня 1916, Даловіче — 1 серпня 1998) — чехословацький футболіст, що грав на позиції нападника, зокрема, за клуб «Спарта» (Прага), а також національну збірну Чехословаччини. По завершенні ігрової кар'єри — тренер.
Триразовий чемпіон Чехословаччини.

## Клубна кар'єра
У футболі дебютував 1934 року виступами за команду «Вікторія» (Жижков), в якій провів п'ять сезонів.
1939 року перейшов до клубу «Спарта» (Прага), за який відіграв 12 сезонів. У складі «Спарти» був одним з головних бомбардирів команди. За цей час тричі виборював титул чемпіона Чехії. Завершив професійну кар'єру футболіста виступами за команду «Спарта» (Прага) у 1951 році. Рекордсмен за кількість голів, забитих у складі «Спарти» в дербі проти «Славії» — 19 голів.

## Виступи за збірну
1937 року дебютував в офіційних матчах у складі національної збірної Чехословаччини. Протягом кар'єри у національній команді, яка тривала 12 років, провів у її формі 16 матчів, забивши 6 голів.
У складі збірної був учасником чемпіонату світу 1938 року у Франції, де зіграв в обох матчах зі збірною Бразилії (1-1) і (1-2).

## Кар'єра тренера
Розпочав тренерську кар'єру, повернувшись до футболу після невеликої перерви, 1956 року, очоливши тренерський штаб клубу «Градець-Кралове».
1957 року став головним тренером команди «Кладно», тренував команду з Кладна один рік.
Останнім місцем тренерської роботи був клуб «Єдність» (Тренчин), головним тренером команди якого Йозеф Лудль був з 1960 по 1961 рік.
Помер 1 серпня 1998 року на 83-му році життя.

## Титули і досягнення
- Чемпіон Богемії і Моравії (1):

«Спарта» (Прага): 1943-1944
- Чемпіон Чехословаччини (2):

«Спарта» (Прага): 1945-1946, 1947-1948